# Ретель, Вальтер
Вальтер Ретель (нем. Walter Rethel; 15 августа 1892 — 1977) — немецкий авиаконструктор.

## Биография
Во время Первой мировой войны работал на фирме Kondor Flugzeugwerke в Гельзенкирхене, с 1919 года — на амстердамском заводе Fokker, где участвовал в разработке гидросамолёта Fokker B.I и пассажирского самолёта Fokker F.VII. Затем был принят Генрихом Люббе на должность генерального конструктора в фирму Arado Flugzeugwerke (тогда именовавшуюся Arado Handelsgesellschaft).
В нарушение положений Версальского договора Люббе и Реттель разработали истребитель Ar.65. Технический прорыв позволил фирме продолжить исследования и увеличить объёмы выпуска. Так, следующая разработанная Ретелем при участии Вальтера Блюме модель самолёта Ar.66, совершивший свой первый полёт в 1932 году, была выпущена в количестве около 1500 экземпляров.
В 1936 году доставшаяся нацистскому государству фирма изменяет своё название на Arado Flugzeugwerke GmbH. Примерно в это же время Ретель переходит к Вильгельму Мессершмитту, где работает над истребителем Bf.109, в то время как в конструкторском бюро Arado его сменил Вальтер Блюме.

## Семья
Вальтер Ретель — потомок живописца эпохи позднего романтизма Альфреда Ретеля (1816–1859). Художественные способности проявились и у его сына — дизайнера, также по имени Альфред (1922–2003), и у внучки — актрисы Симоны Ретель.